# Martha O'Driscoll
Martha O'Driscoll (Tulsa, 4 marzo 1922 – Indian Creek, 3 novembre 1998) è stata un'attrice statunitense.

## Biografia
Formatasi in canto e danza, Martha O'Driscoll fu notata dal coreografo Hermes Pan in una produzione teatrale locale a Phoenix; trasferitasi con la madre a Hollywood nel 1935, esordì tredicenne in un ruolo di secondo piano in Collegiate (1936), un film musicale con Jack Oakie e Betty Grable. Nel frattempo la giovane aspirante attrice apparve in immagini pubblicitarie sulle riviste, reclamizzando marchi come Max Factor e Royal Crown Cola, che promuovevano anche i suoi film in uscita. Ebbe altri piccoli ruoli di ballerina in Here Comes the Band, The Big Broadcast of 1936 e The Great Ziegfeld. In quest'ultimo, fu notata da un talent scout della Universal Pictures, che organizzò per lei un provino e le fece ottenere un contratto. Dopo alcuni altri ruoli non accreditati, passò temporaneamente alla MGM e apparve nei film Il segreto del dottor Kildare (1939) e Giudice Hardy e figlio (1940), quest'ultimo accanto a Mickey Rooney.
Fu la RKO Pictures ad affidarle i primi ruoli da protagonista, nel western Wagon Train (1940) accanto a Tim Holt, e nel ruolo di Daisy Mae nella commedia Il villaggio più pazzo del mondo (1940), prima versione cinematografica del popolare fumetto Li'l Abner di Al Capp, in cui recitò anche Buster Keaton. La Paramount Pictures si interessò all'attrice e acquisì il suo contratto, scegliendola per il ruolo della cameriera Martha in Lady Eva (1941), un classico della commedia diretto da Preston Sturges, e per la parte di Ivy Deveraux nel colossal in costume Vento selvaggio (1942) di Cecil B. DeMille. Seguì poi il ruolo principale nel B movie Pacific Blackout (1941), con Robert Preston. Tornata all'Universal, l'attrice apparve nella commedia Crazy House (1943) accanto a Ole Olsen e Chick Johnson, poi passò nuovamente alla RKO per il thriller Il passo del carnefice (1943) di Richard Wallace, al fianco di Maureen O'Hara e John Garfield.
Dopo un periodo in tournée con la United Service Organizations per l'intrattenimento delle truppe statunitensi al fronte, la O'Driscoll tornò sul set nell'horror La casa degli orrori (1945), con Lon Chaney Jr., John Carradine e Glenn Strange. Nello stesso anno recitò accanto a Noah Beery Jr. nel western I difensori della legge e apparve nel film comico Gianni e Pinotto fra le educande. L'anno seguente girò il suo ultimo film all'Universal, il noir Blonde Alibi, in cui interpretò una ragazza che tenta di dimostrare che il suo amante (Tom Neal) non ha commesso un omicidio. Nel 1947 apparve nel suo ultimo film, il dramma Sinfonie eterne di Edgar G. Ulmer, dopo il quale si ritirò dalle scene.

## Vita privata
Dopo il primo matrimonio (1943-1947) con Richard D. Adams, ufficiale della United States Navy, la O'Driscoll sposò l'uomo d'affari di Chicago Arthur I. Appleton, presidente della Appleton Electric Company, dal quale ebbe quattro figli: James, John, Linda e William. La coppia fondò nel 1976 Bridlewood Farm, un allevamento di purosangue destinati alle corse, situato a Ocala (Florida), da cui uscirono numerosi esemplari che vinsero importanti competizioni ippiche. Nel 1984, nella stessa località i coniugi Appleton diedero inoltre vita all'Appleton Museum of Art.

## Filmografia parziale
- Vogliamo l'amore (Girls' School), regia di John Brahm (1938)
- Forty Little Mothers, regia di Busby Berkeley (1940)
- Il villaggio più pazzo del mondo (Li'l Abner), regia di Albert S. Rogell (1940)
- Lady Eva (The Lady Eve), regia di Preston Sturges (1941)
- Pacific Blackout, regia di Ralph Murphy (1941)
- The Remarkable Andrew, regia di Stuart Heisler (1942)
- Vento selvaggio (Reap the Wild Wind), regia di Cecil B. De Mille (1942)
- Il mio cuore appartiene a papà (My Heart Belongs to Daddy), regia di Robert Siodmak (1942)
- Youth on Parade, regia di Albert S. Rogell (1942)
- Quando eravamo giovani (Young and Willing), regia di Edward H. Griffith (1943)
- Il passo del carnefice (The Fallen Sparrow), regia di Richard Wallace (1943)
- La nave della morte (Follow the Boys), regia di A. Edward Sutherland (1944)
- Caccia al fantasma (Ghost Catchers), regia di Edward F. Cline (1944)
- I difensori della legge (Under Western Skies), regia di Jean Yarbrough (1945)
- Gianni e Pinotto fra le educande (Here Come the Co-Eds), regia di Jean Yarbrough (1945)
- La casa degli orrori (House of Dracula), regia di Erle C. Kenton (1945)
- Sinfonie eterne (Carnegie Hall), regia di Edgar G. Ulmer (1947)